# Gonzalo de Alvarado
Gonzalo de Alvarado war ein spanischer Konquistador des frühen 16. Jahrhunderts. Seine genauen Lebensdaten sind nicht bekannt.

## Leben
Gonzalo war ein jüngerer Bruder von Pedro de Alvarado und ein sehr guter Schwertkämpfer. Beide Männer nahmen an der Eroberung Mexikos, Guatemalas und El Salvadors teil.
Obwohl er ein Führungsoffizier beim Mexicafeldzug gewesen ist, wurde sein Name immer von der großen Persönlichkeit Pedro de Alvarados in der Geschichtswahrnehmung überstrahlt.
Pedro de Alvarado starb am 4. Juli 1541 im Mixtón-Krieg. Zuvor ernannte er Gonzalo de Alvarado zum Befehlshaber der Truppe in Guatemala. 1525 war die Eroberung von El Salvador abgeschlossen. Im selben Jahr gründete Gonzalo de Alvarado die Stadt San Salvador.